# Xinyi
Xinyi (信宜市S, XìnyíP) è una città-contea della Cina, situata nella provincia del Guangdong e amministrata dalla prefettura di Maoming.